# Kristina Nurk
Kristina Nurk (* 7. Juli 1972 in Kohtla-Järve, damals Estnische SSR, Sowjetunion) ist eine ehemalige estnische Flossenschwimmerin.

## Werdegang
Die zweifache Juniorenweltmeisterin gewann bei den World Games 1993 die Goldmedaille über die 200-Meter-Distanz. Mit der estnischen Staffel war sie ebenfalls erfolgreich. Über die 100-Meter-Distanz und die 400-Meter-Distanz gewann sie die Silbermedaille. Bei den Weltmeisterschaften im Flossenschwimmen gewann sie 1992 und 1996 jeweils eine Bronzemedaille. 1991 wurde sie Europameisterin. Sie gewann des Weiteren zwei Silbermedaillen und zwei Bronzemedaillen bei Europameisterschaften. Im Laufe ihrer Karriere erschwamm sie 32 estnische Meistertitel. 1997 beendet sie ihre aktive Laufbahn.
1991 wurde sie in Estland zur Sportlerin des Jahres gewählt.